# Osvinčen bencin
Osvinčen bencin je bencin, ki mu je za preprečevanje predvžiga dodan tetraetilsvinec (Pb(C2H5)4). Tetraetilsvinec je (bil) dodatek bencinu, ki je omogočal, da se je lahko zmes bencina in zraka močneje stisnila. Po letu 1980 so to rešili drugače – v zmesi je več molekul z razvejanimi verigami.